# Årbakkavollen

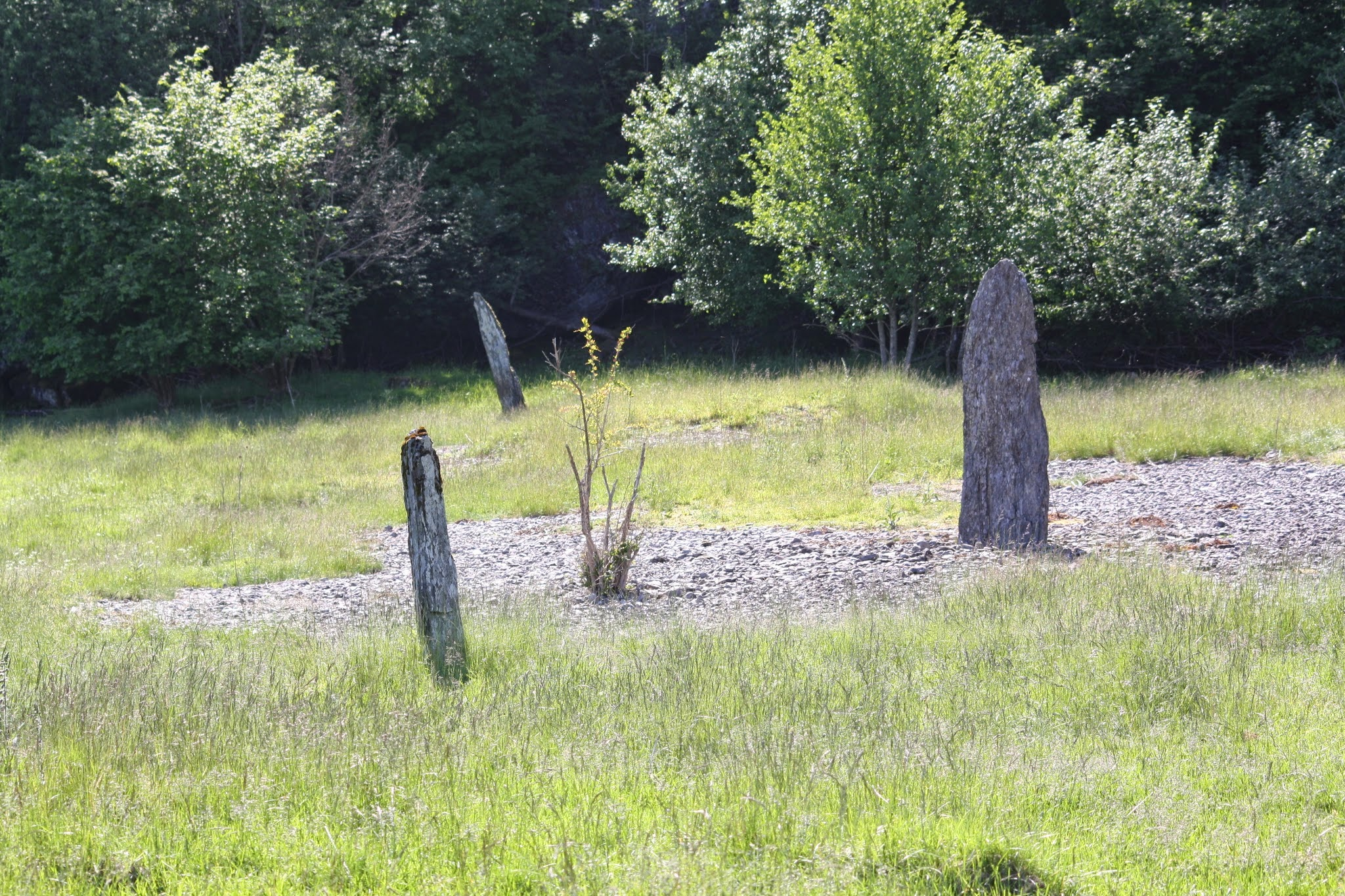
Menhire von Årbakka

Das eisenzeitliche (0 bis 500 n. Chr.) Gräberfeld von Årbakkavollen (auch Meland genannt) liegt südlich von Hovland auf der Insel Tysnesøya (Gemeinde Tysnes) südlich von Bergen im Fylke Vestland in Norwegen. Seit etwa 350 Jahren wurde das Gräberfeld in den Årbakkasanden mit seinen Bautasteinen (Menhiren) und Steingräbern von Forschern besucht und untersucht. Årbakka ist ein altnordischer Name, der „Hof am Fluss“ bedeutet.
Es gab vermutlich 6 oder 7 Menhire und mindestens 25 Grabhügel, Rösen oder Steinkreise. In den Grabhügeln sollen Tonkrüge und Waffen gefunden worden sein, die meisten gingen jedoch verloren. Das Museum von Bergen beherbergt Artefakte aus der Zeit von 300 bis 400 n. Chr. mit einigen Bärenklauen, Glasscherben, Resten von Kämmen, Nadeln, verzierten Knochenstücken und verbrannten menschlichen Knochen. Einige der umgefallenen Steine wurden aufgerichtet, und heute besteht das Gebiet aus 10 kleineren, runden Grabhügeln und fünf Bautasteinen.

## Die Bautasteine

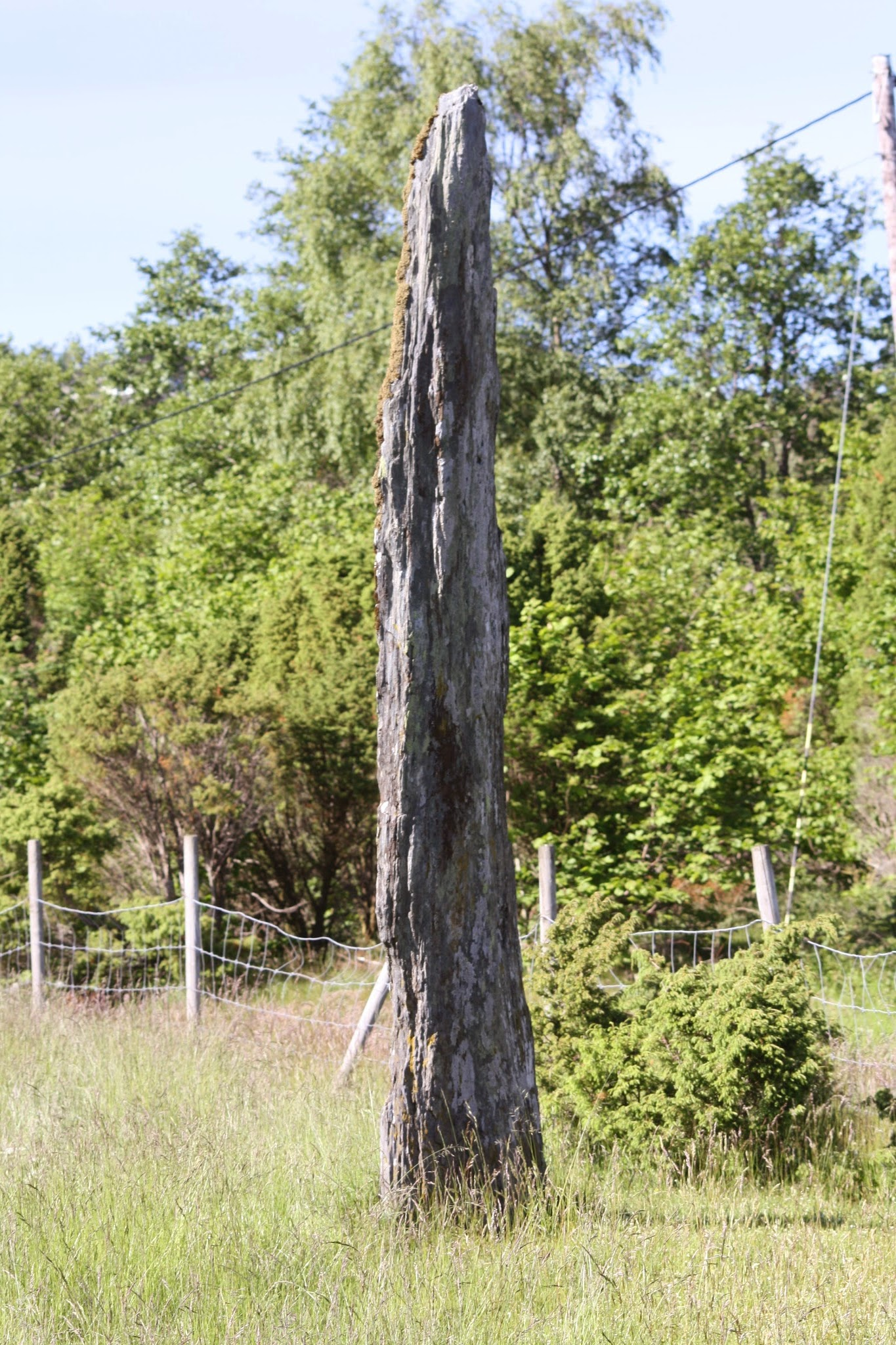
Bautastein von Årbakkasanden

- Stein 1 in der Nähe des Zauns, der den Platz umgibt, ist mit 3,5 m der höchste. Er ist etwa 30 cm breit und dick. Er hat eine raue Oberfläche und endet in einer scharfen Spitze.
- Stein 2 ist etwa 40 cm hoch und breit und 10 cm dick.
- Stein 3 ist etwa 1,8 Meter hoch, 50 cm breit und 10 cm dick. Um seine Basis herum befindet sich ein Fleck aus gröberem Sand.
- Stein 4 ist etwa 1,5 Meter hoch, 30 cm breit und 20 cm dick, hat fast einen ovalen Querschnitt. Er hat eine raue Oberfläche und endet in einer scharfen Spitze.
- Stein 5 steht am Wald, am Rande des Friedhofs. Er ist etwa 1,7 Meter hoch, 30 cm breit und 20 cm dick. Er hat eine raue Oberfläche und endet in einer Spitze.

Es gibt 10 kleine runde Grabhügel. Sie sind nur 0,5 bis 1,0 Meter hoch und haben Durchmesser zwischen 5,0 und 10,0 Metern. Studien deuten darauf hin, dass es mehr Menhire und Steingräber gab als jene, die sichtbar sind oder nachgewiesen werden können.